# Herborn
Herborn ist eine historische Fachwerkstadt an der Dill im mittelhessischen Lahn-Dill-Kreis mit 20.421 Einwohnern (31. Dezember 2024), die bereits vor dem Ersten Weltkrieg Eigenwerbung als „Nassauisches Rothenburg“ betrieb. Sie zeichnet sich durch eine geschlossene historische Altstadt mit vielen Baudenkmalen aus acht Jahrhunderten aus, die zu den besterhaltenen mittelalterlichen Stadtanlagen Deutschlands gezählt wird.
Im Mai 2016 war die Stadt Herborn Ausrichterin des 56. Hessentages. Im selben Jahr wurde Herborn von der Gemeinschaft Evangelischer Kirchen in Europa der Ehrentitel „Reformationsstadt Europas“ verliehen.

## Geographie

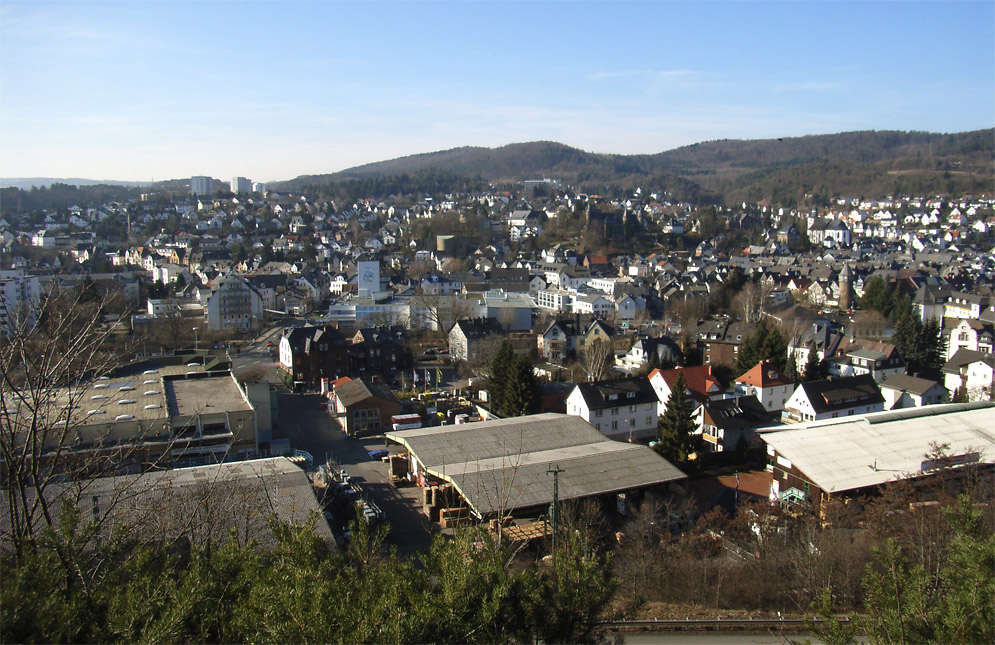
Blick von Osten auf Herborn

### Lage
Herborn liegt im mittleren Dilltal links und rechts des Flusses, der von Nord nach Süd die Stadt durchfließt. Im Westen erhebt sich der Westerwald (‚Wald westlich des Königsguts Herborn‘), im Osten die Hörre mit der Hohen Warte (2,6 km ostsüdöstlich; 405 m). 5½ km südwestlich liegt der höchste Berg der Gesamtgemeinde, die Hirschbergkoppe (538 m). Der niedrigste Punkt befindet sich an der Dill auf der Grenze zu Sinn (193 m).

### Nachbargemeinden
Herborn grenzt im Norden an die Stadt Dillenburg, im Nordosten an die Gemeinde Siegbach, im Osten an die Gemeinde Mittenaar, im Südosten an die Gemeinde Sinn, im Süden an die Gemeinde Greifenstein sowie im Westen an die Gemeinden Driedorf und Breitscheid (alle im Lahn-Dill-Kreis).

### Stadtgliederung
Herborn mit seinen Stadtteilen hat 21.083 Einwohner und besteht aus der Kernstadt mit 9430 Einwohnern (31. Dezember 2024; Angaben der Stadt) sowie den Stadtteilen Amdorf, Burg, Guntersdorf, Hirschberg, Hörbach, Merkenbach, Schönbach, Seelbach und Uckersdorf.

## Geschichte

### Mittelalter

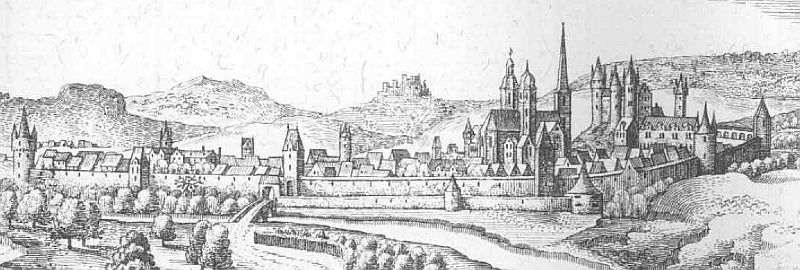
Ansicht von Herborn (Detail), aus der Topographia Hassiae von Matthäus Merian, 1655

Herborn wurde 1048 erstmals urkundlich erwähnt und erhielt 1251 auf Betreiben der Grafen Walram II. und Otto I. von Nassau die Stadtrechte.
Der Ort war Vorort der nach ihm benannten Herborner Mark (Herbore marca, Herboremarca), die während der Auseinandersetzungen um die Landeshoheit zwischen den Grafen von Nassau und den Landgrafen von Hessen (bzw. von Hessen-Thüringen) hart umkämpft war. Diese Streitigkeiten und heftigen Kämpfe sind unter dem Begriff der „hundertjährigen Dernbacher Fehde“ (um 1230 bis 1333) in die Geschichtsschreibung eingegangen. Der Ort wurde 1251 mit dem Namen Herberin erwähnt.

### Hohe Schule

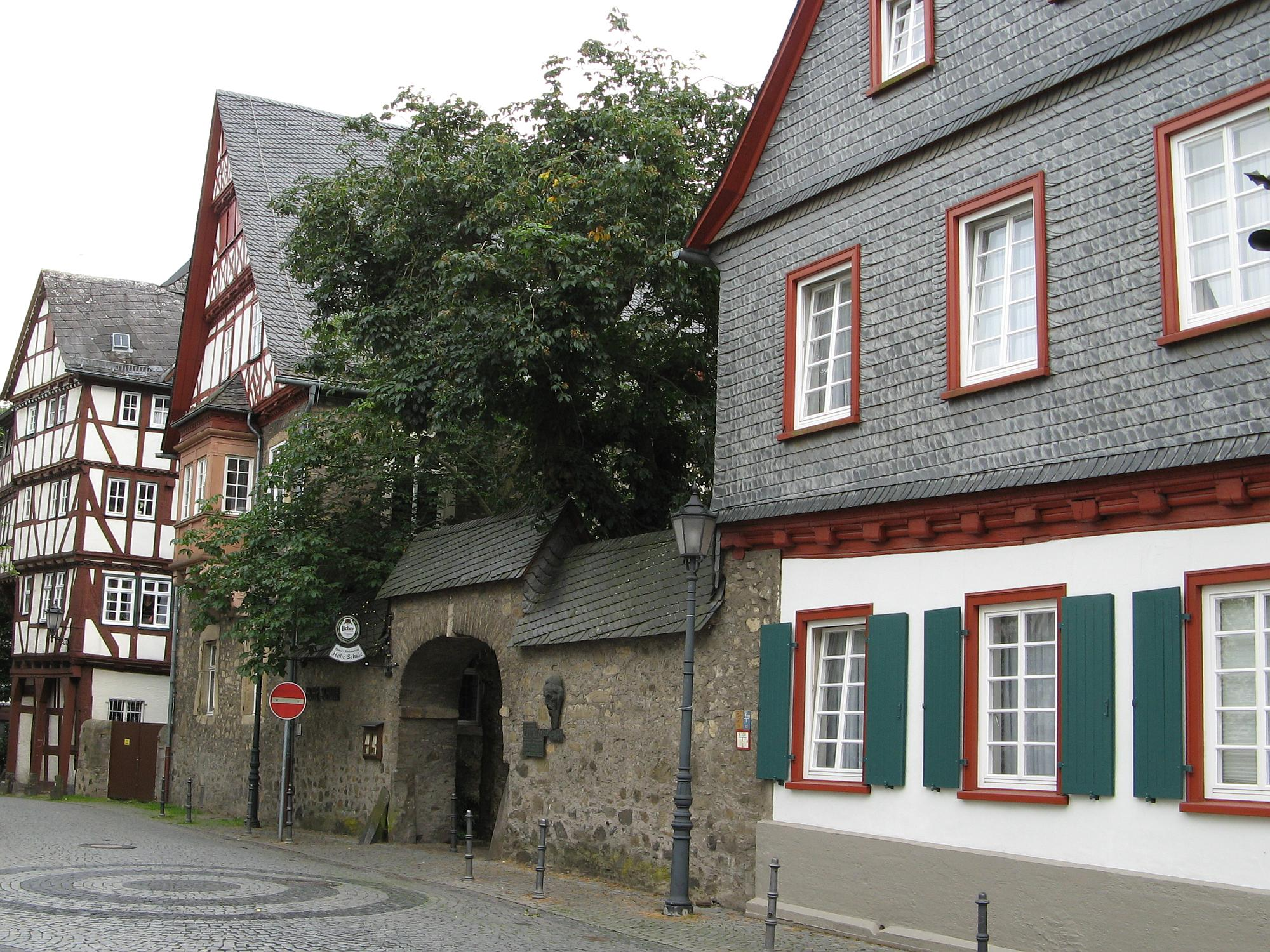
Das Gebäude der Hohen Schule Herborn (1588–1817)

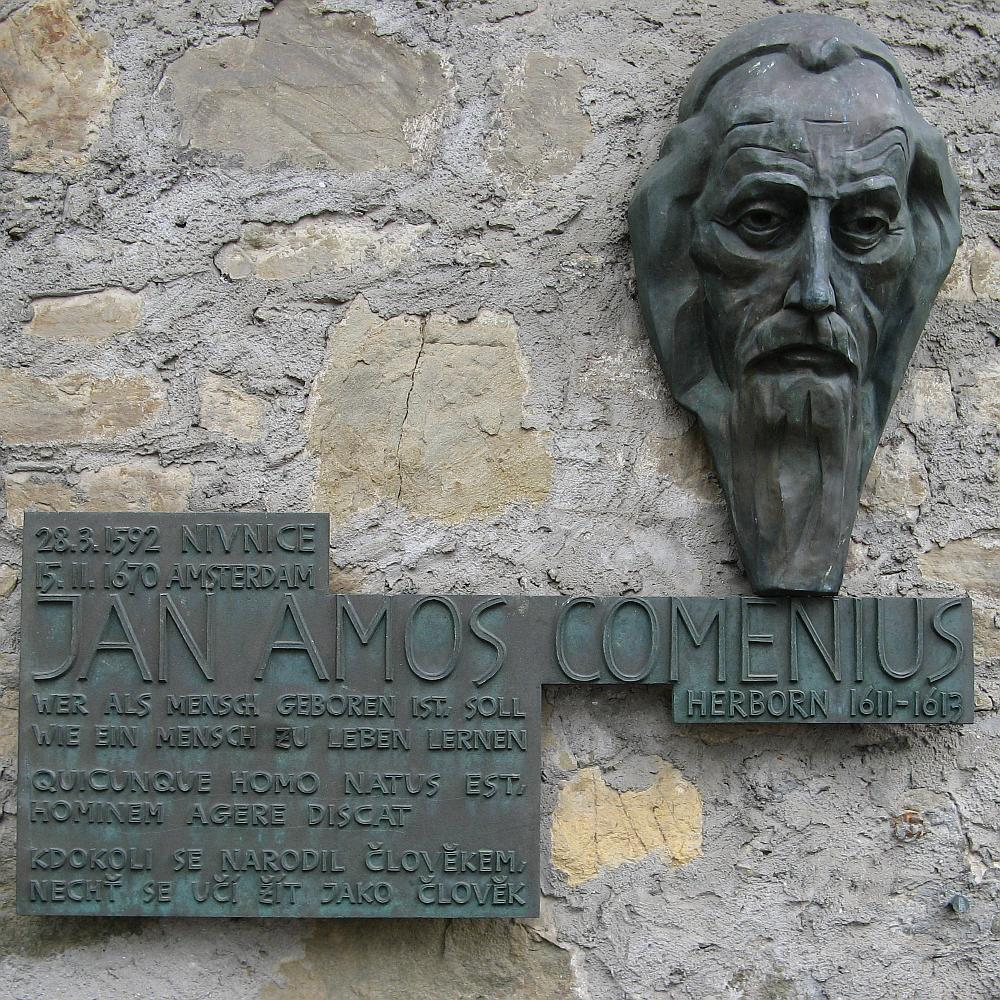
Gedenktafel für Johann Amos Comenius am Gebäude der ehemaligen Hohen Schule Herborn

1584 erhielt Herborn die Hohe Schule, eine Gründung Johanns VI. von Nassau-Dillenburg, eines jüngeren Bruders Wilhelms von Oranien und Namensgebers des heutigen Gymnasiums Johanneum.
1584 wurde von Graf Johann VI. von Nassau-Dillenburg die Academia Nassauensis, die Hohe Schule Herborn, gegründet. Diese durch ihren Gründungsvater, den Theologen Caspar Olevian von Beginn an reformierte und zugleich universitätsähnliche Hochschule verfügte zuerst über keine Fakultäten. Trotz wiederholter Bemühungen lag noch um 1750 kein kaiserliches Privileg für die Führung der Bezeichnung „Universität“ und der damit verbundenen Privilegien vor. Weil sich der Kaiser trotz der unbestritten hohen Qualität der Lehre weigerte, der Hohen Schule die Universitätsprivilegien zu verleihen, hatte diese niemals ein Promotionsrecht.
In der Festschrift zur 400-Jahr-Feier Von der Hohen Schule zum Theologischen Seminar schreibt Gerhard Menk:

„Im Dezember 1603 lag die Frequenz bei rund 400 Schülern und Studenten, darunter überaus zahlreichen Ausländern und Adligen – Ausweis genug für die zurzeiten überaus hohe Reputation der nassauischen Hohen Schule wie ihres Lehrpersonals.“

Der ehemalige Stadtarchivar Rüdiger Störkel gibt folgende Studentenzahlen an:

„Mit bis zu 50 Neueinschreibungen pro Jahr dürfte die Hohe Schule zwischen 100 und 150 Hörer gehabt haben. In der ersten Blütezeit gab es allerdings Jahre, wo diese Zahl bei über 300 gelegen haben muss. 1603 sollen 400 Studenten und Schüler in Herborn gewesen sein. Ab 1725 setzt ein […] Niedergang des Besuchs ein.“

Jedenfalls wurde die Hohe Schule schon bald nach ihrer Gründung zu einer der wichtigsten Bildungsstätten der Calvinistisch-Reformierten in Europa. Sie war die einzige reformierte Hochschule in Deutschland. Ihr bedeutendster Student war der Pädagoge Johann Amos Comenius. Er studierte von 1611 bis 1613 in Herborn.
Die Hohe Schule wurde 1817 vom 1806 entstandenen Herzogtum Nassau geschlossen. Ihre theologische Fakultät wurde in das einzige „Theologische Seminar“ der Evangelischen Landeskirche in Nassau (seit 1933 bzw. 1947 Evangelische Kirche in Hessen und Nassau) umgewandelt und im Herborner Schloss angesiedelt. 1825 wurde der spätere Prälat (Landesbischof) der Badischen Landeskirche, Ludwig Hüffell, zum Professor in Herborn ernannt.
Die ursprünglichen Gebäude werden als Hotel und Restaurant benutzt. Die Aula bietet Vereinen der Stadt (u. a. der Schlaraffia „Ob der Dill“) Veranstaltungsmöglichkeiten. In den Obergeschossen befindet sich das städtische Museum mit Sammlungen und Sonderausstellungen zur Frühgeschichte des Dillgebietes, der Geschichte der Hohen Schule und der Stadt Herborn.
Seit über 25 Jahren werden die Räumlichkeiten einmal jährlich für ein wissenschaftliches Symposium zu den Life Sciences im Rahmen der Old Herborn University genutzt. Die Vorträge werden in den Seminarbänden der Old Herborn University veröffentlicht.

### Neuzeit
In Herborn entstand ab 1602 die erste Bibelübersetzung der Reformierten durch Johannes Piscator, die in Deutschland, den Niederlanden, der Schweiz und den USA das kirchliche Leben der reformierten Gemeinden entscheidend geprägt hat. Sie ist in der akademischen Druckerei von Corvinus (heute Corvinsche Druckerei bzw. Paul’s Hof nach dem Besitzer, der Familie Paul) gedruckt worden. Der Sepher-Verlag in Herborn arbeitet seit dem Jahre 2000 an einer Faksimile-Ausgabe der in Herborn erschienenen Erstausgabe.
Um 1630 und später erlebten Herborn und Umgebung eine Welle von Hexenprozessen.
Zum Ende des Dreißigjährigen Krieges pflegte die Bürgerschaft 50 schwedische Soldaten, was ihr den Schutz durch die schwedische Armee einbrachte und damit den Ruf einer „Lazarettstadt“, der bis zum Ende des Zweiten Weltkriegs währte.
In Herborn befand sich eine Münzstätte, in der 1681 der besondere Fürstlich-nassauische Gesamttaler geprägt wurde, der später den Namen Badehosentaler erhielt.
Nach dem Wiener Kongress geriet Herborn in eine Randlage zu Preußen und seine Wirtschaft litt unter den Einfuhrzöllen. Erst 1836 trat das Herzogtum Nassau dem Zollverein bei. Nach dem preußisch-österreichischen Krieg von 1866, bei dem Nassau auf Seiten Österreichs gestanden hatte, wurde das Herzogtum Nassau zusammen mit dem Kurfürstentum Hessen von Preußen annektiert und als preußische Provinz Hessen-Nassau dem Königreich Preußen einverleibt. Somit kam Herborn zu Preußen.
Im Zweiten Weltkrieg blieb Herborn weitgehend von Bomben verschont.
In den Jahren 1986 und 2016 fand hier der Hessentag, das älteste Landesfest Deutschlands, statt.

### Hessische Gebietsreform
Im Zuge der Gebietsreform in Hessen wurde am 1. Oktober 1971 die bis dahin selbstständige Gemeinde Guntersdorf auf freiwilliger Basis nach Herborn eingegliedert.
Die Gemeinden Amdorf und Uckersdorf wurden am 1. Dezember 1970 ebenfalls auf freiwilliger Basis in die Gemeinde Burg eingegliedert.
Am 1. Januar 1977 wurden dann die Stadt Herborn und die bis dahin selbstständigen Gemeinden Burg, Herbornseelbach, Hirschberg, Hörbach, Merkenbach und Schönbach durch das Gesetz zur Neugliederung des Dillkreises, der Landkreise Gießen und Wetzlar und der Stadt Gießen zur neuen Stadt Herborn zusammengeschlossen. Für alle eingemeindeten ehemals eigenständigen Gemeinden wurden Ortsbezirke mit Ortsbeirat und Ortsvorsteher eingerichtet.

### Verwaltungsgeschichte im Überblick
Die folgende Liste zeigt die Staaten und Verwaltungseinheiten, denen Herborn angehörte:
- vor 1739: Heiliges Römisches Reich, Grafschaft/Fürstentum Nassau-Dillenburg, Amt Herborn
- ab 1739: Heiliges Römisches Reich, Fürstentum Nassau-Diez, Amt Herborn
- 1806–1813: Großherzogtum Berg, Département Sieg, Arrondissement Dillenburg, Kanton Herborn
- 1813–1815: Fürstentum Nassau-Oranien, Amt Herborn
- ab 1816: Herzogtum Nassau, Amt Herborn
- ab 1849: Herzogtum Nassau, Kreisamt Herborn[Anm. 1]
- ab 1854: Herzogtum Nassau, Amt Herborn
- ab 1867: Königreich Preußen, Provinz Hessen-Nassau, Regierungsbezirk Wiesbaden, Dillkreis[Anm. 2]
- ab 1871: Deutsches Reich, Königreich Preußen, Provinz Hessen-Nassau, Regierungsbezirk Wiesbaden, Dillkreis
- ab 1918: Deutsches Reich, Freistaat Preußen, Provinz Hessen-Nassau, Regierungsbezirk Wiesbaden, Dillkreis
- ab 1932: Deutsches Reich, Freistaat Preußen, Provinz Hessen-Nassau, Regierungsbezirk Wiesbaden, Landkreis Dillenburg
- ab 1933: Deutsches Reich, Freistaat Preußen, Provinz Hessen-Nassau, Regierungsbezirk Wiesbaden, Dillkreis
- ab 1944: Deutsches Reich, Freistaat Preußen, Provinz Nassau, Dillkreis
- ab 1945: Deutsches Reich, Amerikanische Besatzungszone, Groß-Hessen, Regierungsbezirk Wiesbaden, Dillkreis
- ab 1946: Deutsches Reich, Amerikanische Besatzungszone, Hessen, Regierungsbezirk Wiesbaden, Dillkreis
- ab 1949: Bundesrepublik Deutschland, Hessen, Regierungsbezirk Wiesbaden, Dillkreis
- ab 1968: Bundesrepublik Deutschland, Hessen, Regierungsbezirk Darmstadt, Dillkreis
- ab 1977: Bundesrepublik Deutschland, Hessen, Regierungsbezirk Darmstadt, Lahn-Dill-Kreis
- ab 1981: Bundesrepublik Deutschland, Hessen, Regierungsbezirk Gießen, Lahn-Dill-Kreis

## Bevölkerung

### Einwohnerstruktur 2011
Nach den Erhebungen des Zensus 2011 lebten am Stichtag, dem 9. Mai 2011, in Herborn 20.632 Einwohner. Darunter waren 1792 (8,7 %) Ausländer, von denen 414 aus dem EU-Ausland, 1085 aus anderen europäischen Ländern und 291 aus anderen Staaten kamen. Von den deutschen Einwohnern hatten 14,0 % einen Migrationshintergrund. Bis zum Jahr 2020 erhöhte sich die Ausländerquote auf 11,9 %. Nach dem Lebensalter waren 3307 Einwohner unter 18 Jahren, 8632 zwischen 18 und 49, 4320 zwischen 50 und 64 und 4372 Einwohner waren älter. Die Einwohner lebten in 9110 Haushalten. Davon waren 3096 Singlehaushalte, 2483 Paare ohne Kinder und 2520 Paare mit Kindern, sowie 804 Alleinerziehende und 207 Wohngemeinschaften. In 1959 Haushalten lebten ausschließlich Senioren und in 6109 Haushaltungen lebten keine Senioren.

### Einwohnerentwicklung
| Herborn: Einwohnerzahlen von 1834 bis 2020 | Herborn: Einwohnerzahlen von 1834 bis 2020 | Herborn: Einwohnerzahlen von 1834 bis 2020 | Herborn: Einwohnerzahlen von 1834 bis 2020 | Herborn: Einwohnerzahlen von 1834 bis 2020 |
| --- | ------------------------------------------ | ------------------------------------------ | ------------------------------------------ | ------------------------------------------ |
| Jahr |                                            |                                            |                                            | Einwohner                                  |
| 1834 | 1834                                       |                                            | 2.118                                      | 2.118                                      |
| 1840 | 1840                                       |                                            | 2.154                                      | 2.154                                      |
| 1846 | 1846                                       |                                            | 2.303                                      | 2.303                                      |
| 1852 | 1852                                       |                                            | 2.204                                      | 2.204                                      |
| 1858 | 1858                                       |                                            | 2.221                                      | 2.221                                      |
| 1864 | 1864                                       |                                            | 2.398                                      | 2.398                                      |
| 1871 | 1871                                       |                                            | 2.568                                      | 2.568                                      |
| 1875 | 1875                                       |                                            | 2.716                                      | 2.716                                      |
| 1885 | 1885                                       |                                            | 3.104                                      | 3.104                                      |
| 1895 | 1895                                       |                                            | 3.149                                      | 3.149                                      |
| 1905 | 1905                                       |                                            | 4.035                                      | 4.035                                      |
| 1910 | 1910                                       |                                            | 4.738                                      | 4.738                                      |
| 1925 | 1925                                       |                                            | 5.600                                      | 5.600                                      |
| 1939 | 1939                                       |                                            | 6.478                                      | 6.478                                      |
| 1946 | 1946                                       |                                            | 8.326                                      | 8.326                                      |
| 1950 | 1950                                       |                                            | 9.573                                      | 9.573                                      |
| 1956 | 1956                                       |                                            | 9.668                                      | 9.668                                      |
| 1961 | 1961                                       |                                            | 10.124                                     | 10.124                                     |
| 1967 | 1967                                       |                                            | 10.073                                     | 10.073                                     |
| 1970 | 1970                                       |                                            | 10.437                                     | 10.437                                     |
| 1972 | 1972                                       |                                            | 10.827                                     | 10.827                                     |
| 1975 | 1975                                       |                                            | 21.638                                     | 21.638                                     |
| 1980 | 1980                                       |                                            | 21.502                                     | 21.502                                     |
| 1985 | 1985                                       |                                            | 20.867                                     | 20.867                                     |
| 1990 | 1990                                       |                                            | 20.909                                     | 20.909                                     |
| 1995 | 1995                                       |                                            | 21.701                                     | 21.701                                     |
| 2000 | 2000                                       |                                            | 21.380                                     | 21.380                                     |
| 2005 | 2005                                       |                                            | 20.936                                     | 20.936                                     |
| 2010 | 2010                                       |                                            | 20.595                                     | 20.595                                     |
| 2011 | 2011                                       |                                            | 20.632                                     | 20.632                                     |
| 2015 | 2015                                       |                                            | 20.816                                     | 20.816                                     |
| 2020 | 2020                                       |                                            | 20.473                                     | 20.473                                     |
| Datenquelle: Historisches Gemeindeverzeichnis für Hessen: Die Bevölkerung der Gemeinden 1834 bis 1967. Wiesbaden: Hessisches Statistisches Landesamt, 1968. Weitere Quellen: LAGIS; 1972:; Hessisches Statistisches Informationssystem; Zensus 2011 Ab 1975 einschließlich der im Zuge der Gebietsreform in Hessen eingegliederten Orte. |                                            |                                            |                                            |                                            |

### Religionszugehörigkeit
| • 1885: | 2793 evangelische (= 89,98 %), 201 katholische (= 6,48 %) und 23 andere Christen (= 1,39 %), sowie 67 Juden (= 2,16 %)                                                              |
| • 1961: | 6907 evangelische (= 68,22 %) und 2851 katholische (= 28,16 %) Einwohner |
| • 2011: | 11.740 evangelische (= 57,8 %), 2970 katholische (= 14,6 %), 850 freikirchliche (= 4,2 %), 230 orthodoxe (= 1,1 %), 530 andersgläubig (= 2,6 %), 3940 sonstige (= 19,4 %) Einwohner |

## Unglücke, Katastrophen und Verbrechen

### Stadtbrand 1626
1626 verlor die Stadt durch ein Feuer, das durch einen Unfall bei der Einquartierung von Soldaten entstand, 214 Häuser.

### Brand von Hörbach 1893
Am 24. April 1893 brach in einer Scheune ein Feuer aus, welches rasch auf die umliegenden Scheunen und Wohnhäuser übergriff. 59 Wohnhäuser und 17 Scheunen wurden ein Opfer der Flammen. Nur 17 Wohnhäuser und die Kirche blieben unversehrt.

### Brand der Schafgasse 1904
Am 11. August wurden durch ein Großfeuer die untere Schaf- und Hintergasse vernichtet, der Hexenturm stark beschädigt. Am 18. August brannten auch die oberen Teile der Schaf- und Hintergasse ab, wobei Dillturm und Leonhardsturm fast vollständig zerstört wurden.

### Hochwasser
In den Jahren 1909 und 1984 war Herborn umfangreich von Hochwasser betroffen.

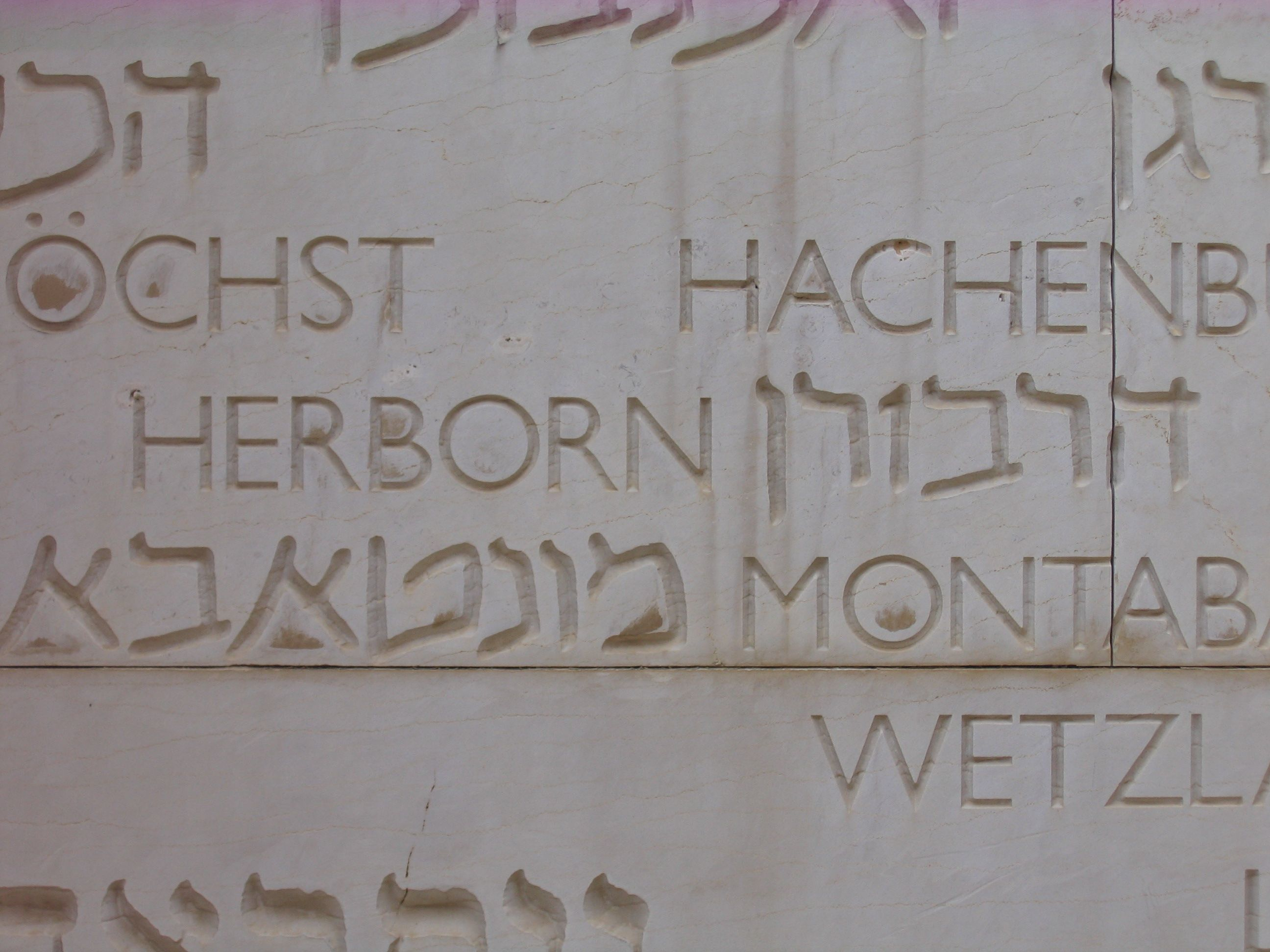
Gedenkinschrift für die jüdische Gemeinde Herborn im Tal der Gemeinden in Yad Vashem (Jerusalem)

### Verbrechen während der NS-Zeit
Die jüdische Gemeinde Herborn wurde 1942 im Holocaust ausgelöscht. Das Gedenkbuch des Bundesarchivs für die Opfer der nationalsozialistischen Judenverfolgung in Deutschland (1933–1945) verzeichnet namentlich 67 jüdische Einwohner Herborns, die deportiert und größtenteils ermordet wurden.
Zahlreiche Patienten der Psychiatrischen Kliniken wurden während der sogenannten Aktion T4, dem nationalsozialistischen Euthanasieprogramm, verschleppt und getötet.

### Entführung Hendrik Snoek 1976
Am 3. November 1976 wurde der Springreiter Hendrik Snoek von zwei Männern aus seiner Wohnung in Münster entführt und anschließend in einem 52 m hoch gelegenen Hohlraum eines Brückenpfeilers der Ambachtalbrücke bei Herborn versteckt. Die Entführer forderten von Snoeks Eltern ein Lösegeld von 5.000.000 DM (circa 2.500.000 Euro) für seine Freilassung, welches Snoeks bester Freund Breido Graf zu Rantzau in der Nähe von Frankfurt am Main übergeben sollte. Am 5. November entdeckte ein Mitarbeiter der Stadt Herborn auf einer Routinefahrt zufällig Papierzettel, die Snoek aus einer Öffnung warf. Die daraufhin alarmierte Polizei fand Snoek mit einer Kette um den Hals gefesselt vor und befreite ihn. Kurze Zeit später verurteilte das Landgericht Münster einen der beteiligten Entführer zu 13 Jahren Haft.

### Tanklastwagenunfall 1987
Durch einen Tanklastwagenunfall starben am 7. Juli 1987 sechs Menschen, 38 wurden verletzt. Gegen 20:45 Uhr war ein mit 34.000 Litern Kraftstoff beladener Tanklastwagen in Folge Bremsversagens in einer Kurve vor einer Eisdiele umgestürzt. Auf der kilometerlang in den Ort hinein abschüssigen B 255 hatten die Bremsen des Aufliegers versagt. Der auslaufende Kraftstoff floss in die Kanalisation, explodierte und setzte zwölf Häuser in Brand. Auch die Dill, in die Kraftstoff geflossen war, stand mitsamt dem Uferbewuchs auf ca. 500 m in Flammen. Zu den Löscharbeiten wurde auch die Berufsfeuerwehr aus dem ca. 100 km entfernten Frankfurt am Main hinzugezogen.
Erst nach einem weiteren Unfall in derselben Straße wurde die Gefällestrecke, die in die Stadt führt, mit zwei Schikanen versehen, die nur mit maximal 30 km/h durchfahren werden können. Schnellere Fahrzeuge können der Kurve nicht folgen und werden so zwangsweise auf eine mit Rollkies befüllte Notfallspur geleitet, in der die Fahrzeuge zum Stehen kommen.

### Polizistenmord 2015
Am 24. Dezember 2015 wurde ein 46 Jahre alter Polizeioberkommissar bei einer Personenüberprüfung im Bahnhof Herborn von einem alkoholisierten Schwarzfahrer mit mehreren Messerstichen getötet, ein ebenfalls anwesender Kollege wurde schwerstverletzt. Der damals 27 Jahre alte Täter wurde abschließend im August 2017 wegen Mordes, versuchten Mordes und gefährlicher Körperverletzung zu lebenslanger Haft verurteilt und auch die besondere Schwere der Schuld festgestellt, was eine Entlassung aus dem Gefängnis nach 15 Jahren ausschließt.

## Politik

### Stadtverordnetenversammlung
Die Kommunalwahl am 14. März 2021 lieferte folgendes Ergebnis, in Vergleich gesetzt zu früheren Kommunalwahlen:
| Sitzverteilung in der Stadtverordnetenversammlung 2021Insgesamt 37 Sitze - SPD: 8 - Grüne: 6 - SGH: 2 - BfM: 1 - FDP: 2 - FWG: 5 - CDU: 11 - AfD: 2 | Parteien und Wählergemeinschaften | Parteien und Wählergemeinschaften                    | 2021  | 2021  | 2016  | 2016  | 2011  | 2011  | 2006  | 2006  | 2001  | 2001  |
| Sitzverteilung in der Stadtverordnetenversammlung 2021Insgesamt 37 Sitze - SPD: 8 - Grüne: 6 - SGH: 2 - BfM: 1 - FDP: 2 - FWG: 5 - CDU: 11 - AfD: 2 | Parteien und Wählergemeinschaften | Parteien und Wählergemeinschaften                    | %     | Sitze | %     | Sitze | %     | Sitze | %     | Sitze | %     | Sitze |
| Sitzverteilung in der Stadtverordnetenversammlung 2021Insgesamt 37 Sitze - SPD: 8 - Grüne: 6 - SGH: 2 - BfM: 1 - FDP: 2 - FWG: 5 - CDU: 11 - AfD: 2 | CDU                               | Christlich Demokratische Union Deutschlands          | 29,1  | 11    | 25,8  | 9     | 32,9  | 12    | 39,0  | 14    | 38,5  | 14    |
| Sitzverteilung in der Stadtverordnetenversammlung 2021Insgesamt 37 Sitze - SPD: 8 - Grüne: 6 - SGH: 2 - BfM: 1 - FDP: 2 - FWG: 5 - CDU: 11 - AfD: 2 | SPD                               | Sozialdemokratische Partei Deutschlands              | 22,9  | 8     | 29,6  | 11    | 35,0  | 13    | 39,0  | 14    | 43,3  | 16    |
| Sitzverteilung in der Stadtverordnetenversammlung 2021Insgesamt 37 Sitze - SPD: 8 - Grüne: 6 - SGH: 2 - BfM: 1 - FDP: 2 - FWG: 5 - CDU: 11 - AfD: 2 | Grüne                             | Bündnis 90/Die Grünen                                | 17,6  | 6     | 12,6  | 5     | 15,3  | 6     | 7,1   | 3     | 7,9   | 3     |
| Sitzverteilung in der Stadtverordnetenversammlung 2021Insgesamt 37 Sitze - SPD: 8 - Grüne: 6 - SGH: 2 - BfM: 1 - FDP: 2 - FWG: 5 - CDU: 11 - AfD: 2 | FWG                               | Freie Wählergemeinschaft                             | 12,5  | 5     | 18,2  | 7     | 9,0   | 3     | 7,4   | 3     | 6,6   | 3     |
| Sitzverteilung in der Stadtverordnetenversammlung 2021Insgesamt 37 Sitze - SPD: 8 - Grüne: 6 - SGH: 2 - BfM: 1 - FDP: 2 - FWG: 5 - CDU: 11 - AfD: 2 | AfD                               | Alternative für Deutschland                          | 6,2   | 2     | –     | –     | –     | –     | –     | –     | –     | –     |
| Sitzverteilung in der Stadtverordnetenversammlung 2021Insgesamt 37 Sitze - SPD: 8 - Grüne: 6 - SGH: 2 - BfM: 1 - FDP: 2 - FWG: 5 - CDU: 11 - AfD: 2 | SGH                               | Sozialgruppe Herborn                                 | 5,0   | 2     | 7,4   | 3     | 3,9   | 1     | –     | –     | –     | –     |
| Sitzverteilung in der Stadtverordnetenversammlung 2021Insgesamt 37 Sitze - SPD: 8 - Grüne: 6 - SGH: 2 - BfM: 1 - FDP: 2 - FWG: 5 - CDU: 11 - AfD: 2 | FDP                               | Freie Demokratische Partei                           | 4,6   | 2     | 6,3   | 2     | 3,9   | 2     | 4,3   | 2     | 3,7   | 1     |
| Sitzverteilung in der Stadtverordnetenversammlung 2021Insgesamt 37 Sitze - SPD: 8 - Grüne: 6 - SGH: 2 - BfM: 1 - FDP: 2 - FWG: 5 - CDU: 11 - AfD: 2 | BfM                               | Bürger für Merkenbach                                | 2,0   | 1     | –     | –     | –     | –     | –     | –     | –     | –     |
| Sitzverteilung in der Stadtverordnetenversammlung 2021Insgesamt 37 Sitze - SPD: 8 - Grüne: 6 - SGH: 2 - BfM: 1 - FDP: 2 - FWG: 5 - CDU: 11 - AfD: 2 | WASG                              | Arbeit & soziale Gerechtigkeit – Die Wahlalternative | –     | –     | –     | –     | –     | –     | 3,2   | 1     | –     | –     |
| Sitzverteilung in der Stadtverordnetenversammlung 2021Insgesamt 37 Sitze - SPD: 8 - Grüne: 6 - SGH: 2 - BfM: 1 - FDP: 2 - FWG: 5 - CDU: 11 - AfD: 2 | Gesamt                            | Gesamt                                               | 100,0 | 37    | 100,0 | 37    | 100,0 | 37    | 100,0 | 37    | 100,0 | 37    |
| Sitzverteilung in der Stadtverordnetenversammlung 2021Insgesamt 37 Sitze - SPD: 8 - Grüne: 6 - SGH: 2 - BfM: 1 - FDP: 2 - FWG: 5 - CDU: 11 - AfD: 2 | Wahlbeteiligung in %              | Wahlbeteiligung in %                                 | 45,1  | 45,1  | 42,2  | 42,2  | 37,1  | 37,1  | 36,6  | 36,6  | 47,3  | 47,3  |

### Bürgermeister
Nach der hessischen Kommunalverfassung wird der Bürgermeister für eine sechsjährige Amtszeit gewählt, seit dem Jahr 1993 in einer Direktwahl, und ist Vorsitzender des Magistrats, dem in der Stadt Herborn neben dem Bürgermeister ehrenamtlich ein Erster Stadtrat und neun weitere Stadträte angehören. Bürgermeisterin ist seit dem 14. September 2019 die parteiunabhängige Katja Gronau. Sie wurde als Nachfolgerin von Hans Benner (SPD), der nach drei Amtszeiten nicht wieder kandidiert hatte, am 16. Juni 2019 in einer Stichwahl bei 47,5 Prozent Wahlbeteiligung mit 68,7 Prozent der Stimmen gewählt.
Amtszeiten der Bürgermeister
- 2019–2025 Katja Gronau[38]
- 2001–2019 Hans Benner (SPD)[39]
- 1977–2001 Bernd Sonnhoff (CDU) (1938–2018)[43]
- 1972–1977 Achim Niehuss (CDU)
- 1962–1972 Karl-Heinz Becker (SPD) (1929–2019)[44]
- 1954–1961 Fritz Schneider
- 1948–1954 Gustav Niederschulte
- 1946–1948 Emil Rückersberg
- 1945–1946 Hermann Schmidt
- 1924–1945 Gustav Niederschulte
- 1900–1923 Friedrich Birkendahl (1864–1933)[45]
- 1889–1899 Leo Siegfried
- 1870–1889 Karl Todt
- 1861–1870 Wilhelm Remy
- 1849–1861 Johann Heinrich Döring

### Hoheitszeichen

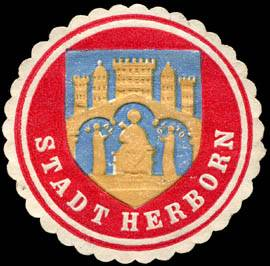
Siegelmarke der Stadt Herborn

|  |
|  |

| | Blasonierung: „In Blau auf goldenem Dach fünf goldene Türme, der zweite und vierte mit roter Kuppel; darunter auf goldenem Sockel der thronende, nimbierte, golden gekleidete Heilige Petrus mit silbernem Schlüssel in der Rechten und schwarzem Buch in der Linken; ihm zugewandt je eine stehende, betende, rot gekleidete Gestalt, über den Häuptern die Inschriften WAL und OTTO.“ |
| Wappenbegründung: Das Wappen ist eine getreue Nachbildung des ältesten Siegels der seit 1251 entstandenen nassauischen Stadt (Abdrucke seit 1269). Die Gestalten sind die gräflichen Brüder Walram und Otto I. vor ihrem Schutzpatron. Im kleinen Siegel um 1400 erscheint nur St. Petrus über dem Nassauer Löwenschild. Letzterer allein, gehalten von Maria und Petrus, tritt in den Gerichtssiegeln vom 14. bis 18. Jahrhundert auf. Das Stadtzeichen um 1637 bildete nur die Ligatur SHB (d. h. Stadt Her Born). Das Wappen wurde 1906 amtlich gebilligt und 1935 verliehen. | |

### Städtepartnerschaften

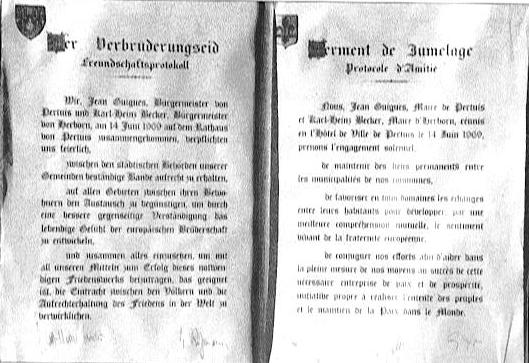
Verbrüderungseid zwischen Herborn und Pertuis

Herborn unterhält mit folgenden Städten eine Städtepartnerschaft:
- Pertuis, Frankreich, seit 1969
- Guntersdorf, Niederösterreich, seit 1972
- Schönbach, Niederösterreich, seit 1989
- Iława, Polen, seit 1998
- Post Falls (Idaho, USA), Patenstadt; gegründet von dem Herborn-Schönbacher Auswanderer Friedrich Post

An sämtlichen Ortseingängen sind neben den Flaggen Herborns, Hessens, Deutschlands und der EU auch die Flaggen der Staaten der Partnerstädte bzw. Patenstädte USA, Frankreich, Polen und Österreich gehisst.

## Sehenswürdigkeiten
Wichtigste Sehenswürdigkeit ist die historische Altstadt.

### Bauwerke

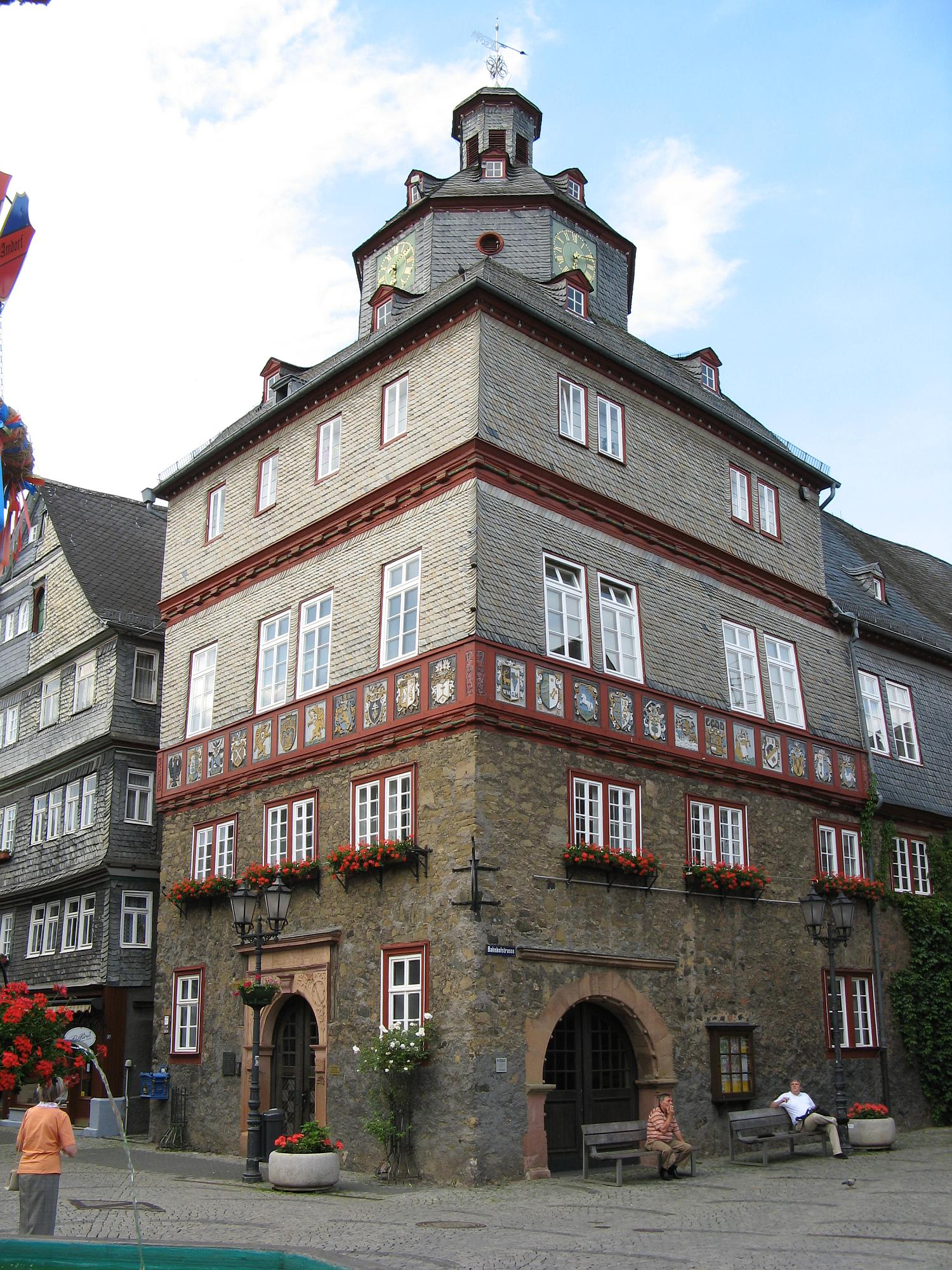
Rathaus mit Wappenfries
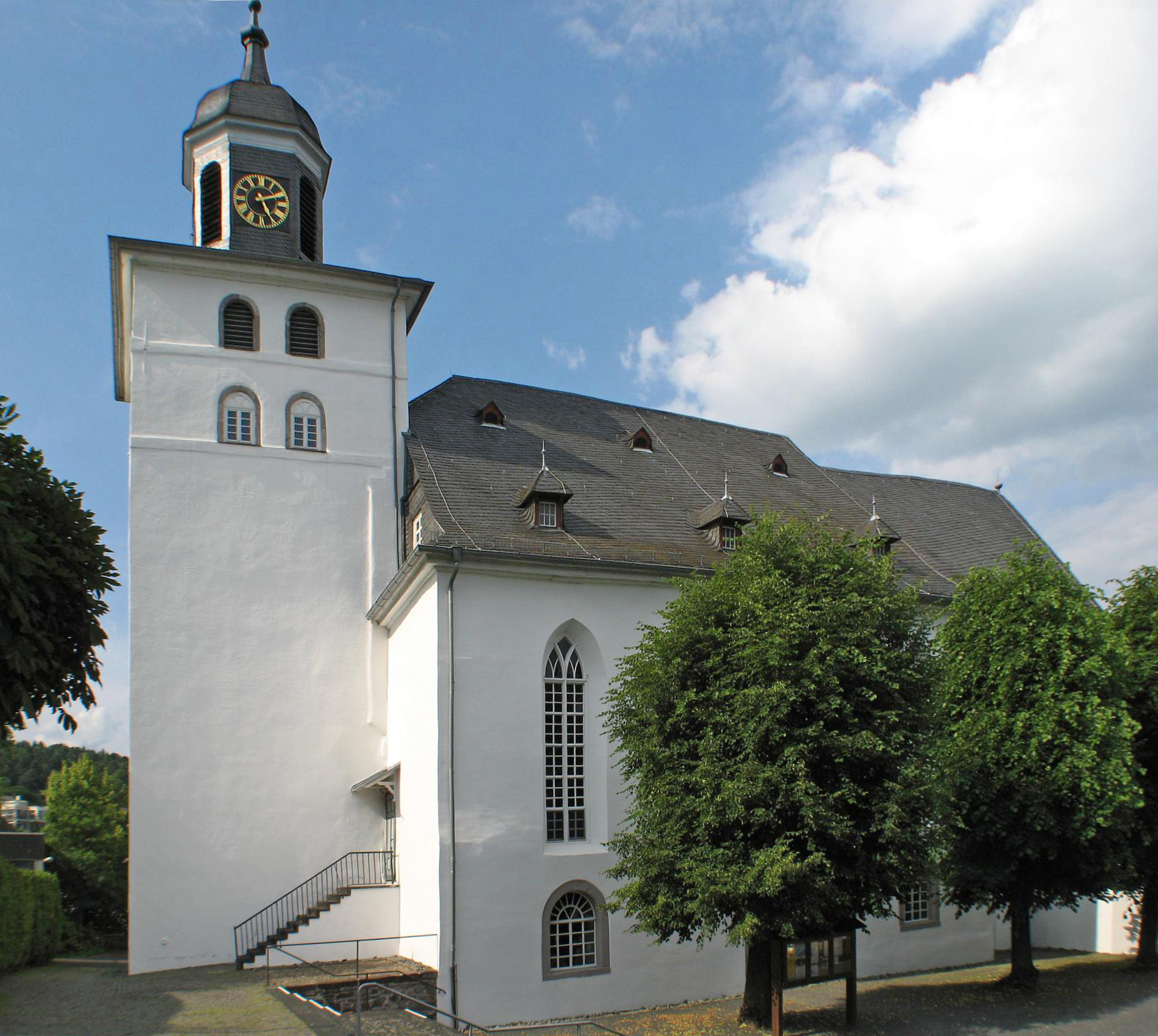
Die evangelische Stadtkirche
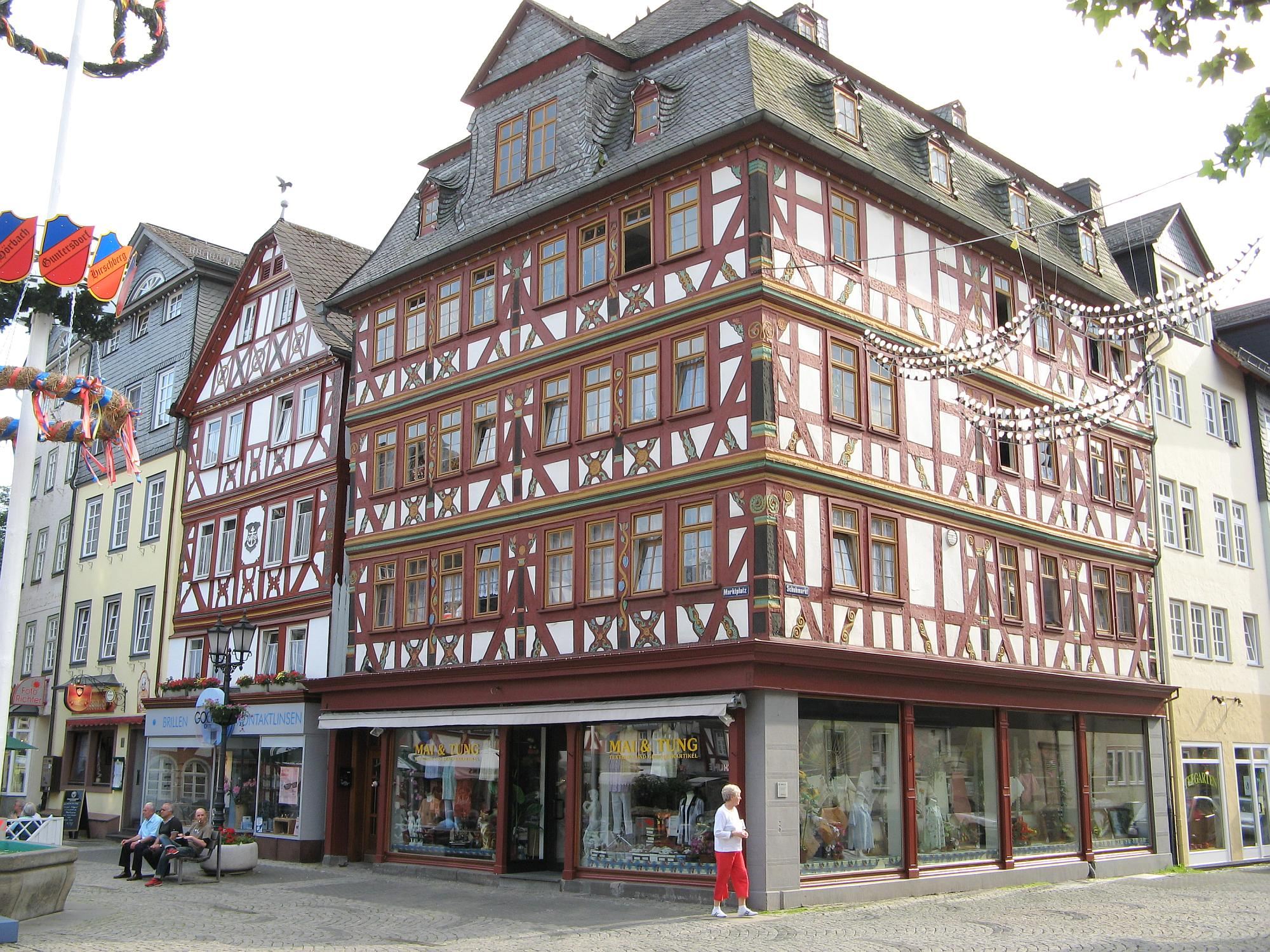
Das Haus Marktplatz 1/2 mit barockem Schnitzwerk, erbaut 1727
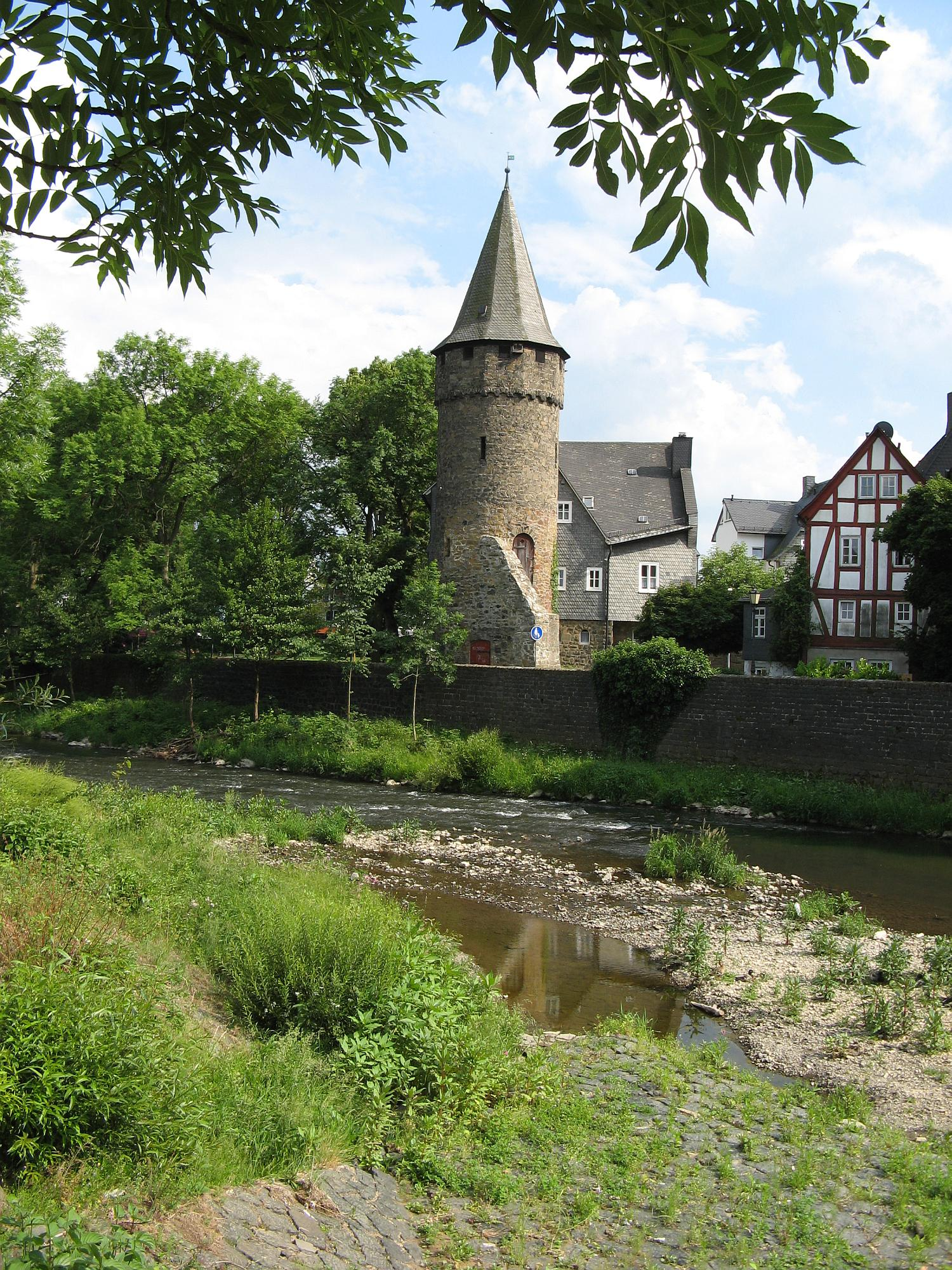
Der Dillturm an der ehemaligen Stadtmauer
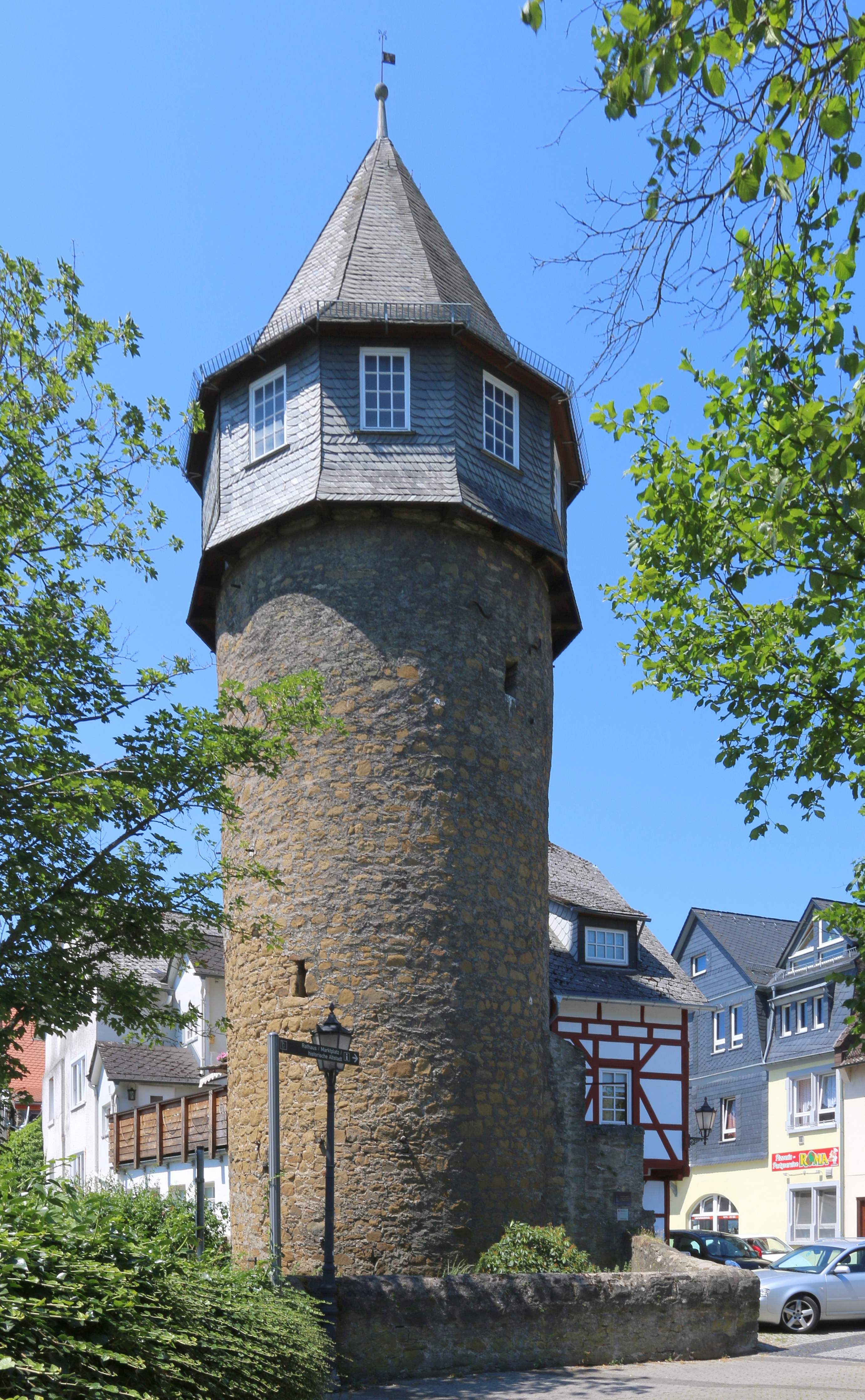
Hexenturm

#### Rathaus
Das Herborner Rathaus wurde 1589 erbaut und 1626 nach einem Brand wieder aufgebaut.
Eine Besonderheit des Herborner Rathauses ist der umlaufende Fries mit den Wappen Herborner Bürgerfamilien.
Bis heute ist es Sitz der gesamten Stadtverwaltung, des Stadtparlaments und der Räte (Anbau in der Turmstraße).
Am 8. Juni 2010 wurde bekannt, dass das Rathaus, wie auch die Hohe Schule, fortan dem Schutz der Haager Konvention zum Schutz von Kulturgut bei bewaffneten Konflikten unterliegen. Ein vorsätzlicher Angriff samt Beschädigung wäre im Falle eines Krieges ein Kriegsverbrechen und könnte vom Internationalen Strafgerichtshof geahndet werden.

#### Weitere Bauwerke
- historische Evangelische Stadtkirche Herborn (dokumentarische Ersterwähnung 1219)
- zahlreiche, z. T. schieferverkleidete Fachwerkhäuser aus dem 15.–18. Jahrhundert mit dazwischen befindlichen Traufgässchen (ältestes Haus Mühlgasse: 1445)
- Marktplätze: Buttermarkt, Kornmarkt, Holzmarkt
- Marktbrunnen aus dem Jahre 1732
- Paulshof (Corvin’sche Druckerei) Druckerei der Hohen Schule
- Hohe Schule (mit dem Heimatmuseum) gegründet 1584 (Ursprungsbau als Altes Rathaus, 1324 Ersterwähnung)
- Reste der Stadtmauer mit den Türmen:
  - Steinerne Pforte (Erstes Stadttor, vermutlich ca. 1251)
  - Dillturm
  - Leonhardsturm mit Neuer Pforte
  - Hexenturm, als einziger Herborner Turm in Privateigentum (Eigentümer Jan Richter)
  - Bürgerturm
  - Speckturm mit Wassertor
  - Hainturm (zur Hälfte abgebrochen)
- Schloss Herborn, Ersterwähnung 1350, heute Sitz des Theologischen Seminars der Evangelischen Kirche Hessen-Nassaus
- Villa Hofmann 1889/1904
- Aussichtsturm Dillblick

### Zoologische Einrichtungen
Nordwestlich der Stadt liegt das Wildgehege Herborn.
Der Ortsteil Uckersdorf beherbergt den Tierpark. Im Park werden etwa 70 Vogelarten gezüchtet, darunter auch einige stark gefährdete Vogelarten wie Balistar, Krontaube und Palawan-Pfaufasan. Der Park betreibt seit 1981 ein Auswilderungsprojekt für Weißstörche. Ein Biotopgehege mit Rosaflamingos, zum Teil begehbare, nach Themen und Regionen gestaltete Volieren (z. B. das Asiengehege) und einige Säugetierarten wie Lisztaffen, Erdmännchen, Kängurus und Muntjaks sowie ein Streichelzoo ergänzen den Tierpark. Eine Zooschule bietet ein pädagogisches Konzept für Kinder- und Jugendgruppen an.

### Ferienstraßen
Herborn liegt an der Deutschen Fachwerkstraße und an der Solmser Straße sowie an der Oranier-Route von Nassau nach Bad Arolsen (Radtour).

## Kultur

### Museen
- Städtisches Museum Herborn in der Hohen Schule[49]
- Heimatmuseum Herborn-Seelbach „Alte Schule“[50]
- Heimat- und Industriemuseum (Herd- und Ofenmuseum) Burg[51]
- Heimatstube Hörbach[52]
- Psychiatriemuseum Herborn, Vitos GmbH Zentrum für Soziale Psychiatrie[53][54]

### Bibliotheken
- Bibliothek des Theologischen Seminars im Schloss,[55] gründend auf Bestand der Hohen Schule
- Stadtbücherei in der Mühlgasse[56]
- Öffentlicher Bücherschrank am Obertorkreisel
- Gemeindebücherei der Ev. Kirchengemeinde Herbornseelbach[57]

### Theater
Die KulturScheune (KuSch) der Herborner Heimatspiele e. V. in der Au ist eine Kleinkunstbühne mit umfangreichem Programm und vielen Gastspielen bekannter Künstler. Die KuSch fand in den letzten Jahren bundesweit Beachtung als einer von 13 Austragungsorten der Kabarettbundesliga und vorläufig letzter Ort der jährlichen Abschluss-Gala. Sie lädt außerdem seit 2008 alle Bühnenschaffenden aus dem Bereich “Kabarett und Comedy” im September zum jährlichen Wettbewerb um den Kleinkunstpreis „Herborner Schlumpeweck“ ein. Rege ehrenamtliche Tätigkeit und umfangreiche Jugendarbeit befähigt den Verein zur Aufführung mehrerer eigenproduzierter Stücke in der Spielzeit. Es besteht außerdem ein Chor-Projekt (Schwerpunkt Musical).

### Musik

#### Orchestermusik
In Herborn-Seelbach sind drei Orchester ansässig:
- Orchester des Turnvereins Herbornseelbach[62]
- Big Band des Musikvereins Herborn-Seelbach[63]
- Akkordeon-Club Herbornseelbach e. V.[64]

Außerdem besteht in Schönbach ein Posaunenchor der Freien evangelischen Gemeinde.

#### Chormusik
Im Dill-Sängerbund sind für das Stadtgebiet Herborn folgende Gesangvereine und Chöre organisiert:
- MGV 1857 + FGV 1994 „Liederkranz“ Herborn e. V.[68]
- MGV Jugendfreunde Herborn e. V.[69]
- GV Gutenberg Herborn-Burg
- New Generation e. V. Burg[70]
- MGV Germania 1907 Hirschberg
- GV „Eintracht“ Hörbach
- MGV Liederkranz Guntersdorf
- Chor- und Musikgesellschaft (CMG) „Kontraste“ 2009 Merkenbach
- GV Hoffnung 1863 Schönbach e. V.
- Aar-Gesangverein Herborn-Seelbach
- GV Cecilie 1908 Uckersdorf

Daneben besteht in der Marinekameradschaft Herborn ein Shanty-Chor und in der KulturScheune die KuSch Company.

#### Populäre Musik
Mehrere Bands kommen aus Herborn, unter anderem die ehemalige Death-Metal-Band Lay Down Rotten.

### Regelmäßige Veranstaltungen
- Rock im Stadtpark (Pfingstsamstag)
- Erdbeersonntag (1. Sonntag im Juni)
- Ponyfest in Herborn/Schönbach (Mai/Juni)
- Weinfest (1. Wochenende im Juli)
- Kinderspektakel im Stadtpark (August)
- Kartoffelsonntag (2. Sonntag im September)
- Martinimarkt (Sonntag und Montag vor Volkstrauertag)
- Herborn in der Vorweihnachtszeit – Weihnachtsmarktplatz (ca. 6 Buden, 1 Pagodenzelt. Dauer 5 Wochen, tgl. geöffnet 12–19 Uhr)

## Sport

### Fußball
Der Sportverein SV Herborn wurde im Jahr 1920 in Herborn gegründet. Aktuell spielt der Verein in der Kreisliga A Dillenburg.

### Tischtennis
Der Sportverein TTC Herbornseelbach spielte drei Spielzeiten (1977/78; 1981/82; 1983/84) in der Tischtennis-Bundesliga.

### Wandern und Radfahren
Die Wanderfreunde Herborn e. V. (WF Herborn) richten jedes Jahr im März eine Internationale Volkswanderung aus. Außerdem betreiben sie drei Permanente Wanderwege (PW) mit Streckenlängen von 5, 6, 9, 10, 11, 13 und 42,2 km. Die Strecken werden für das Internationale Volkssportabzeichen des Deutschen Volksportverbandes gewertet. Der Marathon über 42,2 km ist der älteste Permanente Wanderweg in Hessen. Er wurde am 1. Januar 2005, zusammen mit zwei PW in Schleswig-Holstein, als einer der ersten PW in Deutschland eröffnet. Zum 1. Dezember 2008 haben die WF Herborn zwei Schleifen an den Marathon (42,2 km) angebunden. Die Schleifen haben eine Streckenlänge von 5 km (Alsbachtal) und 10 km (Dernbachtal). Start für die 5, 6, 10 und 11 km des Jakobusweges ist am Bahnhof Herborn. Alternativer Startort für den Jakobusweg, mit den Strecken über 9 und 13 km Strecke ist die Rezeption des Hotels Gutshof, Austr. 81. Die 5, 10 und 42,2 km sind mit PW markiert. Alle anderen Strecken mit J. Kurzwanderwege führen auch in die Hörre (Teil des Naturpark Lahn-Dill-Bergland) zu interessanten Aussichtspunkten entlang des Jakobusweges oder Dernbachwiesenweges.

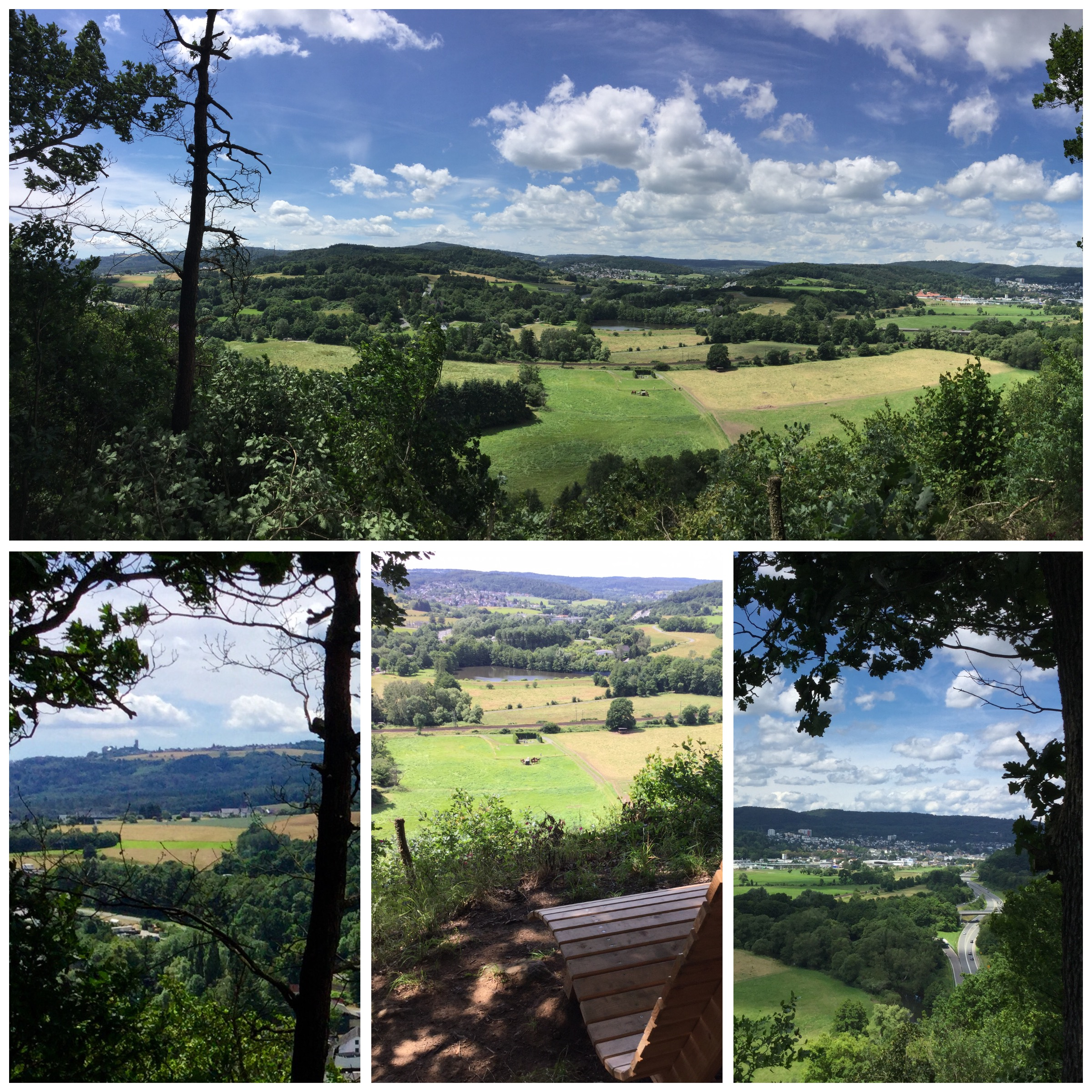
Blick auf Dilltal und Westerwald

Am 9. Dezember 2014 eröffneten die Wanderfreunde Herborn den ersten barrierefreien Permanenten Wanderweg Deutschlands in Bischoffen am Aartalsee. Die Strecken führen um den großen und kleinen Aartalsee und haben eine Streckenlänge von 5 und 10 km. Zum 56. Hessentag, vom 20. bis 29. Mai 2016, wurde der Hessentagswanderweg mit einer Streckenlänge von 5 km von den Wanderfreunden Herborn angelegt.
Herborn ist Portalsstadt des 235 km langen Prädikat-Wanderwegs „Westerwald-Steig“ (Herborn – Bad Hönningen am Rhein) und des Premium-Wanderwegs „Lahn-Dill-Berglandpfad“ (Herborn – Marburg). Daneben liegt Herborn am Hessenweg 1 (Diemelsee – Eltville), am Thüringen-Rhein-Wanderweg (Inselsberg – Engers) und hat Zugangswege zum Rothaarsteig. Radwege bestehen entlang der Dill, zum Aartalsee und zur Krombachtalsperre (Radfernweg R8, Oranier-Route, Dilltalradweg).

### Reiten
Im Jahr 1946 erhielt der Reiterverein Herborn als erster Reiterverein in Hessen nach dem Krieg die Lizenz zur Wiederaufnahme des Reitsports durch die amerikanische Militärregierung. Reiten galt damals noch als „militärisch“. Am 5. Oktober 1947 fand das erste Nachkriegsturnier in Herborn statt. 1952 nahm die komplette Mannschaft des deutschen Olympiade-Komitees am Turnier teil. Sponsoren stifteten eine Reihe neuer Hindernisse wie das „Herborner Hufeisen“ von der Firma Haas & Sohn sowie der „Fontänensprung“ der Herborner Pumpenfabrik. Zitat: „Die Herborner Turniere hatten eine solche Bedeutung und Ansehen gewonnen, dass der Hessische Rundfunk eine Reportage direkt vom Turnierplatz übertrug. Die für 70 Personen vorgesehene Pressetribüne konnte die Reporter kaum fassen […] darunter die Vertreter der größten deutschen Tageszeitungen.“ 1964 fanden in Herborn die Deutschen Meisterschaften der Spring- und Dressurreiter statt. In den 1970er Jahren gelang es den Turnierveranstaltern, das Land Mexiko als Sonder-Ehrenpreisgeber für den erfolgreichsten Teilnehmer zu gewinnen. Ausgelobt wurde eine 14-tägige Mexikoreise erster Klasse. Gewinner war unter anderen Josef Neckermann. An den Turnieren in Herborn nahmen u. a. teil: Hans Günter Winkler (Ehrenmitglied des Reitervereins Herborn), Josef Neckermann, Fritz Thiedemann, Helga Köhler, Alwin und Paul Schockemöhle, Hugo Simon, Gerd Wiltfang, Franke Sloothaak. Der Reiterverein Herborn ist der einzige Reiterverein in Deutschland, der eine eigene Poloabteilung unterhält. Seit 2009 wird das Hallen-Polo-Turnier um den Bärencup veranstaltet.

## Infrastruktur

### Öffentlicher Personennahverkehr

#### Busverkehr
Der zentrale Busbahnhof befindet sich in der Augustastraße direkt am Bahnhofsgebäude. Die Stadt wird von der Verkehrsgesellschaft Lahn-Dill-Weil bedient; siehe auch: Nahverkehr Dillenburg/Herborn.

#### Schienenverkehr
Herborn besitzt heute zwei noch bediente Bahnstationen, dazu kommen sechs weitere aufgelassene:
- Bahnhof Herborn (Dillkr)

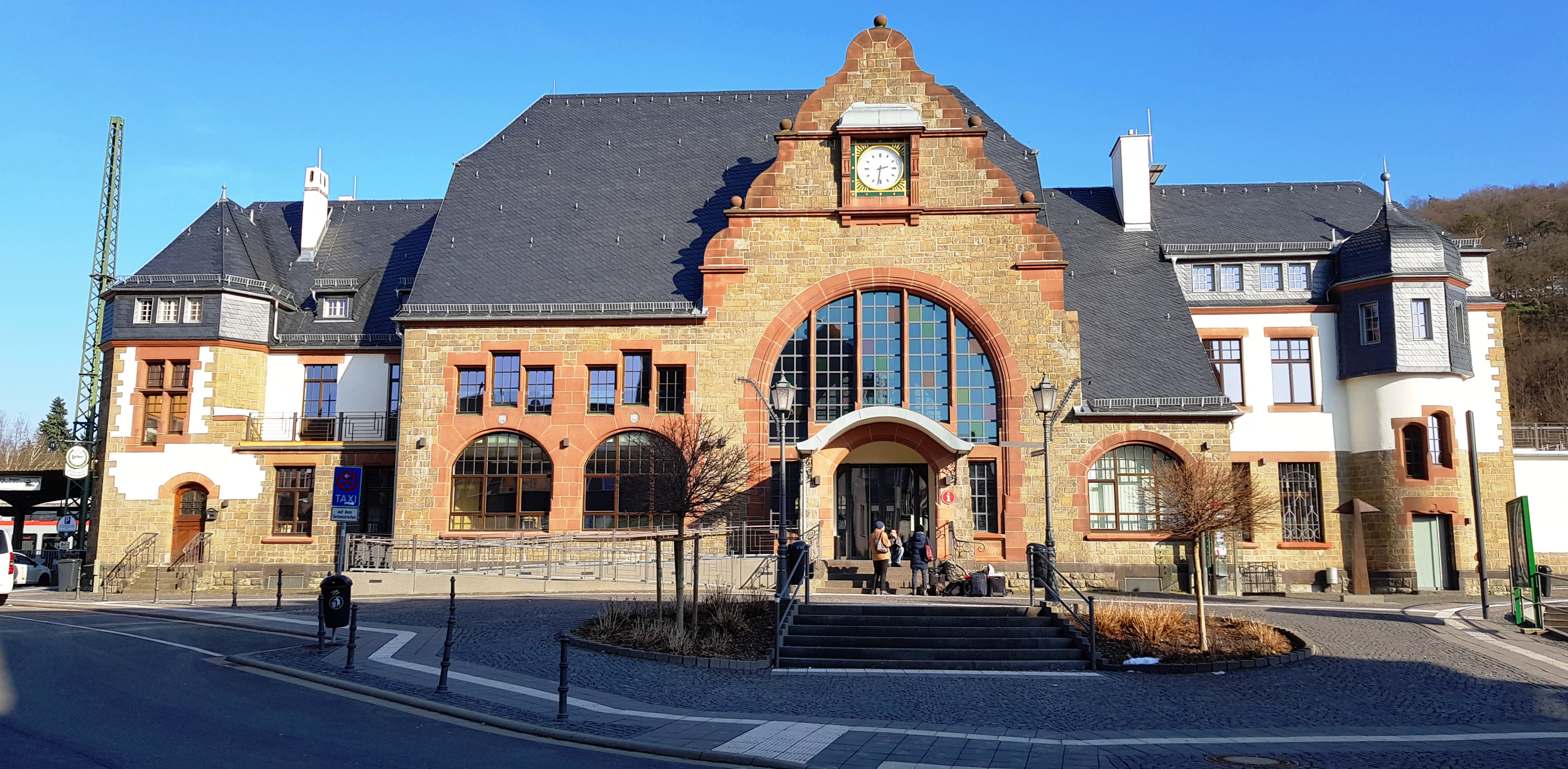
Empfangsgebäude des Bahnhofs Herborn (Dillkreis)

Herborn erhielt 1862 mit dem Bahnhof Herborn an der Dillstrecke einen Eisenbahnanschluss.
Das heutige Empfangsgebäude stammt von 1908 und geht auf einen Entwurf des Kirchenbaumeisters Ludwig Hofmann zurück. Am Bahnhof Herborn halten die Regionalexpress-Züge von Siegen nach Frankfurt am Main und ein Flügelzug des Mittelhessen-Express, der zwischen Dillenburg und Frankfurt verkehrt.
- Haltepunkt Burg (Dillkr) Nord

Die zweite noch betriebene Bahnstation, ebenfalls an der Dillstrecke gelegen, gehört zur Preisklasse 6. Der Haltepunkt dient im Gegensatz zum Bahnhof Herborn (Dillkr) ausschließlich dem Personennahverkehr.
Früher wurde der Bahnhof Herborn durch zwei weitere Strecken bedient:
1. Die Aar-Salzböde-Bahn von 1902 bis 2001 mit den beiden Haltestellen
- Burg (Dillkr), Streckenkilometer 40,9: Bahnhof mit ehemals drei Bahnsteiggleisen, heute Wohngebäude
- Herbornseelbach, Streckenkilometer 39,0: Haltepunkt, über viele Betriebsjahre hinweg Status eines Bahnhofs, verfügte über zwei Bahnsteiggleise

2. Die Bahnstrecke Herborn–Montabaur von 1906 bis 1985 mit den vier Haltestellen
- Burg (Dillkr) West, Streckenkilometer 1,5: Gebäude abgerissen
- Uckersdorf, Streckenkilometer 4,3: heute Wohngebäude
- Amdorf, Streckenkilometer 5,6
- Schönbach (Dillkr), Streckenkilometer 11,6

### Straßenverkehr
Herborn ist über die Anschlussstellen Herborn-Süd und Herborn-West direkt an die Autobahn A 45 / (E 40 / E 41) angebunden, die das Rhein-Main-Gebiet mit dem östlichen Ruhrgebiet verbindet. Im Stadtgebiet kreuzen sich die Bundesstraßen 277 (nach Wetzlar und Dillenburg) sowie 255 (nach Montabaur und Marburg).

### Flugverkehr
Das Segelfluggelände Hörbach liegt etwa 3,5 km südwestlich des Zentrums im Ortsteil Hörbach.

### Öffentliche Einrichtungen
- Stadtpolizei[76] mit drei Beamten (im Rathaus). Die Beamten sind bewaffnet und haben die gleichen Befugnisse wie die anderer Städte oder die Landespolizei.
- Polizei ca. 60 Beamte (Schutzpolizei)[77]
- Amtsgericht
- Freiwillige Feuerwehr[78]
- Rettungswache und Notarztstandort (Rettungsdienst Eschenburg GmbH[79] und DRK Rettungsdienst Dill GmbH[80])
- Vitos Herborn GmbH (Zentrum für Soziale Psychiatrie)
- Staatliches Amt für Lebensmittelüberwachung, Tierschutz und Veterinärwesen[81]
- Beratungsstelle für Eltern, Kinder und Jugendliche[82]
- Gesundheitsamt des Lahn-Dill-Kreises[83]

### Grünanlagen und Spielplätze
Parks und Grünflächen:
- Stadtpark „Alter Friedhof“; Grabmäler in der Mauer erhalten, Reste des alten Baumbestandes mit Neuanpflanzungen, früher großzügige Parkanlage, heute entbuscht und vorwiegend Veranstaltungsgelände mit kleinem Spielplatz
- Fuß- und Radwege an der Dill mit einigen Bänken; nördlich gegenüber Stadtpark, südlich gegenüber Schießplatz
- Auwiesen; früher Turnierreitplatz, heute Gelände für Großveranstaltungen[84]
- Marienbader Park in der Schlossstrasse; im Untergrund ein heute unzugänglicher Brauerei-Eiskeller, früher Freiluftbereich des ehemaligen Friedrich-Zimmer-Krankenhauses, heute Standort des aus der überbauten Grünanlage am Hintersand versetzten Ehrenmales
- Spielplätze finden sich u. a. in der Konrad-Adenauer-Straße, Am Hintersand, Kallenbachstraße, Reuterberg und vielen weiteren Stadtgebieten und den Stadtteilen.

### Wirtschaft
In Herborn ist mit der Firma Rittal GmbH & Co. KG der größte Arbeitgeber der Region ansässig.

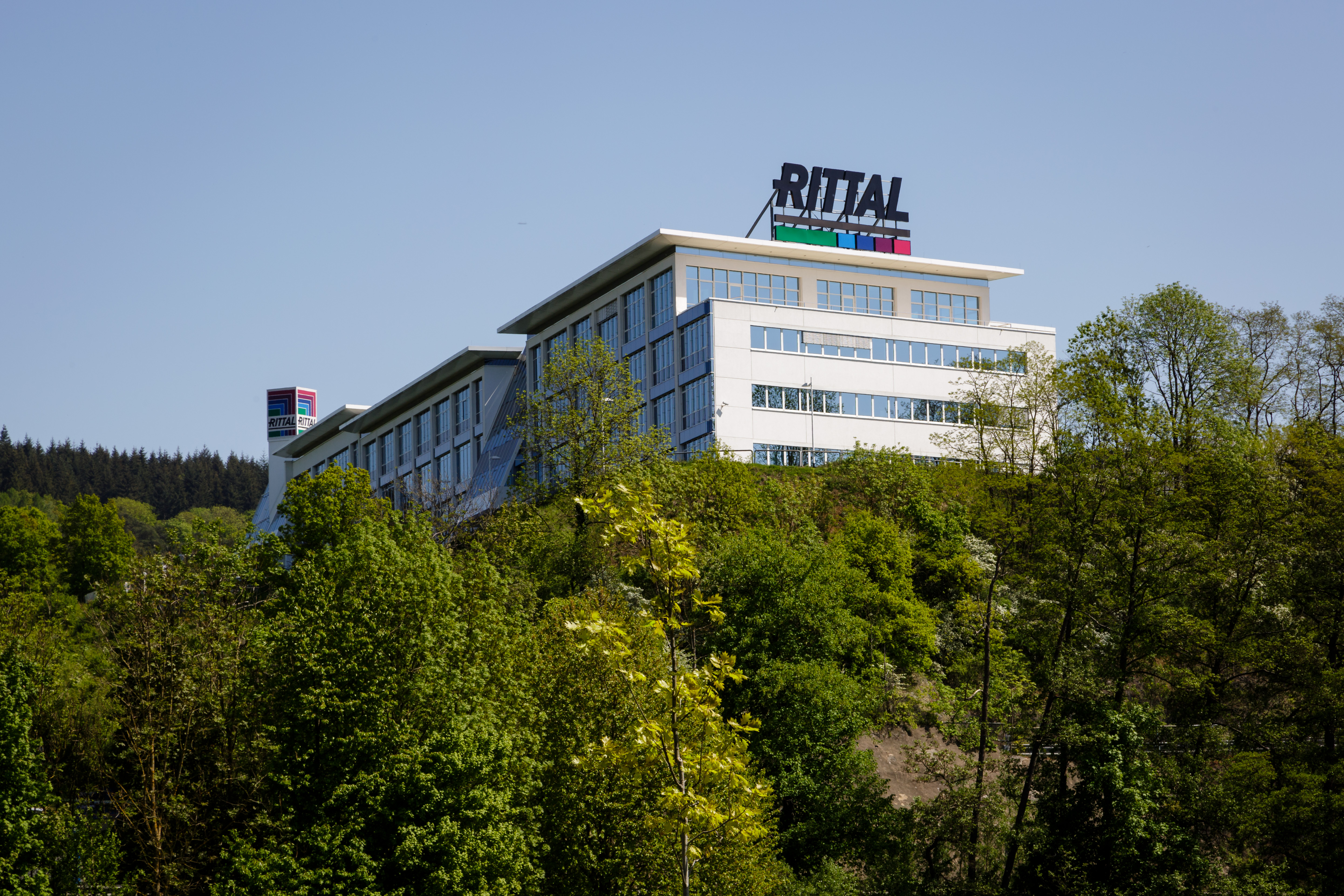
Rittal, Herborn

Eine der industriegeschichtlich bedeutendsten Firmen Herborns war die Burger Eisenwerke, auf deren Gelände arbeitet die seit 2003 als Sell GmbH firmierende Sparte der Zodiac Aerospace Group, aus der Burger Eisenwerke ging auch ein Teil von Electrolux Deutschland hervor. Allgemein sind auf dem Gewerbepark „Burger Eisenwerke“ ca. 30 Unternehmen angesiedelt.
Seit 2012 gibt es keine Brauerei mehr in Herborn. Die Brauerei war nach der Insolvenz der Peniger Spezialitätenbrauerei, zu der sie zu diesem Zeitpunkt gehörte, zuletzt noch in die MH-Braugruppe integriert worden. Das Herborner Brauhaus konnte bis zur Schließung auf eine über 130-jährige Brautradition zurückblicken. In der Herborner Au ist allerdings 2005 ein Hotel-Restaurantbetrieb entstanden, der bis 2017 Bier nach Hausbrauerart produzierte.
Die Fa. Berkenhoff betreibt in Herborn eine Produktion von Kupferdrähten für die Elektronik- und Automobilindustrie.

### Medien
Neben dem Herborner Tageblatt, einer Lokalausgabe der Zeitungsgruppe Lahn-Dill (Sitz: Wetzlar), gibt es die Dill-Zeitung (bis 2014 mit lokaler Ausgabe als Herborner Echo) aus dem Verlag Weidenbach (Sitz: Dillenburg), welche mit erstgenannter eng verknüpft ist.

### Bildung

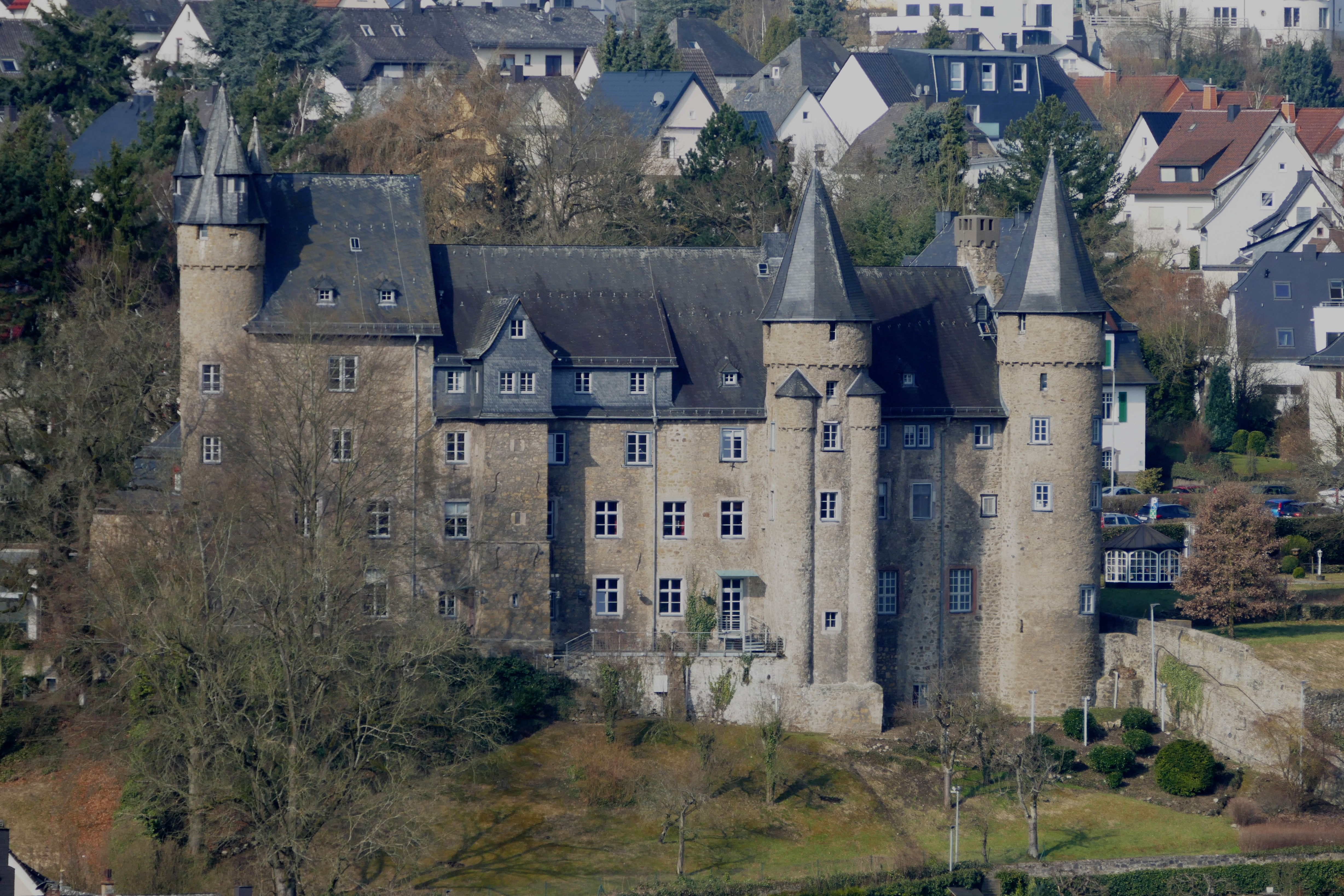
Das Schloss Herborn

In Herborn gibt es nach dem Neubau und der Zusammenlegung von zwei Kindertagesstätten im Stadtteil Seelbach im Jahr 2007 noch neun Kindertagesstätten, von denen vier durch die Stadt Herborn und fünf durch kirchliche und freie Träger betrieben werden. Insgesamt werden ca. 750 Kindergartenplätze angeboten. Darunter befinden sich auch mehrere Krippenplätze für Kinder unter drei Jahren.
Im Stadtgebiet Herborn gibt es mehrere Schulen. In der Au ist das Johanneum Gymnasium ansässig, das nach den Schülerzahlen zu den größten Gymnasien Hessens gehört und zur allgemeinen Hochschulreife führt. In der Alsbach befindet sich die Comenius-Schule, eine Grund-, Haupt- und Realschule, auf dem Kirchberg findet man die denkmalgeschützte Kirchbergschule, eine Förderschule und direkt in der Innenstadt befindet sich noch die Diesterwegschule, eine weitere Grundschule. Ergänzend finden sich in den Herborner Ortsteilen Burg, Schönbach und Herborn-Seelbach noch jeweils eine Grundschule und in Merkenbach und Hörbach je ein Standort der, auf vier Standorte aufgeteilten, Neuen Friedenschule, einer weiteren Grund-, Haupt- und Realschule.
Außerdem ist im Schloss von Herborn das (einzige) Theologische Seminar der Evangelischen Kirche in Hessen und Nassau beheimatet, ein (letzter) Ableger der untergegangenen Hohen Schule und Erbe der bedeutenden Bibliothek.

## Persönlichkeiten

### In der heutigen Stadt Herborn geboren
- Nikolaus Ferber (1483–1535), Kontroverstheologe und Franziskaner
- Matthias Pasor (1599–1658), reformierter Theologe, Mathematiker und Linguist
- Anton Matthäus jun. (1601–1654), Rechtswissenschaftler
- Georg Corvin (1608–1645), Professor der Philosophie
- Johann Heinrich Dauber (1610–1672), Vizekanzler der Universität Marburg, Oberappellationsrat des Herzogs von Bouillon und später herzoglicher Kriegsrat und Geheimer Rat sowie Geheimer Konsistorial- und Oberappellationsrat in Kassel
- Heinrich August Steinberg (1668–1749), Hofprediger
- Philipp Heinrich Konstantin Hoffmann (1723–1784), Krämer und Bürgermeister von Elberfeld
- Sebald Rau (1724–1818), orientalischer Philologe und reformierter Theologe, Rektor der Universität Utrecht
- Hendrik Albert Schultens (1749–1793), niederländischer Orientalist
- Albert Jakob Arnoldi (1750–1835), Theologe und Orientalist
- Johann Hermann Steubing (1750–1827), Kirchenhistoriker, Topograph, Heimatforscher und evangelischer Geistlicher
- Johannes von Arnoldi (1751–1827), Jurist, Staatsmann und Historiker
- Ludwig Sebald Rühle von Lilienstern (1763–1788), Militär und kaufmännischer Assistent in holländischen Diensten
- Justus Heinrich Dresler (1775–1839), Mathematiker
- Karl Fuchs (1776–1846), Mediziner
- Ernst Albert Fritze (1791–1839), Arzt und Zoologe
- Heinrich Carl Alexander Pagenstecher (1799–1869), Abgeordneter zur Frankfurter Nationalversammlung
- Ludwig Wenckenbach (1803–1854), nassauischer Landtagsabgeordneter
- Wilhelm Reichmann (1799–1870), Jurist und Mitglied der Zweiten Kammer des nassauischen Landtags
- Philipp Hofmann (1804–[?], fl. 1854–57), Kaufmann und nassauischer Landtagsabgeordneter
- Ernst Wenckenbach (1811–1876), nassauischer Landtagsabgeordneter
- Carl Bausch (1812–1879), Bäcker und Braumeister, liberaldemokratischer Abgeordneter im Nassauischen Landtag (1865–1866)[85]
- Johann Ludwig Meckel (1813–1898), Kupferschmied und Mitglied des Nassauischen Kommunallandtags
- Christian Schütz (1816–1890), Mitglied der Landstände des Herzogtums Nassau
- Wilhelm Coulin (1816–1867), Bürgermeister von Wiesbaden
- Carl Schenck (1835–1910), Unternehmer (Firma Carl Schenck AG)
- Ernst Bauer (1848–1930), Mediziner
- Karl Hofmann (1856–1933), Architekt (Stadtbaurat in Worms, Professor an der Technischen Hochschule Darmstadt)
- Wilhelm Thorn (1857–1913), Arzt
- Ludwig Hofmann (1862–1933), Architekt, Denkmalpfleger, Kirchenbaumeister
- Ludwig Heckenroth (1867–1951), Pfarrer und Politiker
- Gustav Treupel (1867–1926), Internist
- Wilhelm Thielmann (1868–1924), Künstler der Willingshäuser Malerkolonie
- Wilhelm Hopf (1876–1962), Bibliothekar
- Ernst Schreiner (1879–1943), Schriftsteller
- Eduard Sachsse (1885–1930), Theologe
- Alfred Huth (1892–1971), Komponist, Organist und Chorleiter
- Wilhelm Heun (1895–1986), Generalleutnant
- Alfred Adam (1899–1975), Theologe und Hochschullehrer, geboren in Hirschberg
- Fritz Bender (1899–1962), Bildender Künstler, Schüler von Wilhelm Thielmann, bekannt vor allem als Maler von Westerwaldlandschaften
- Günther Wendt (1919–2004), Jurist
- Joachim Jänisch (1929–2001), Fußballspieler
- Manfred Paul (1938–2020), Evangelist und Missionsleiter
- Monika Wagner (* 1944), Kunsthistorikerin
- Winfried Küppers (* 1944), Schauspieler
- Annette Streeck-Fischer (* 1946), Ärztin und Psychoanalytikerin
- Hans Benner (* 1949), Politiker (SPD), Bürgermeister von Herborn, geboren im heutigen Stadtteil Herbornseelbach
- Hans Palm (1951–2013), Schachspieler, Europameister im Fernschach, geboren in Burg
- Peter Becker (* 1955), Jurist und Vorsitzender Richter am Bundessozialgericht
- Ria Klug (* 1955), Autorin
- Andreas Nentwich (* 1959), Germanist
- Harald Weyel (* 1959), Ökonom und Politiker, Bundestagsabgeordneter
- Marko Lehanka (* 1961), Bildhauer
- Jörg Michael Müller (* 1961), Politiker (CDU), Abgeordneter des Hessischen Landtags
- Stefan Frühauf (* 1964), Arzt und Hochschullehrer
- Michael Heck (* 1964), Komponist und Schlagersänger
- Thorsten Reusch (* 1965), Ökologe
- Dirk Faust (* 1966), Generalmajor des Heeres der Bundeswehr, geboren in Herbornseelbach
- Felix Teichner (* 1966), Archäologe
- Christoph Rußmann (* 1966), Physiker
- Volker Schmidt (* 1967), Turniertänzer, Weltmeister
- Marcus Strümpe (* 1967), Kirchenmusiker
- Katja Gronau (* 1969), Kriminaloberkommissarin, Diplom-Verwaltungswirtin und Bürgermeisterin von Herborn
- Andreas Schell (* 1969), Vorsitzender des Vorstands der EnBW
- Arndt Schmehl (1970–2015), Rechtswissenschaftler
- Paula Paul (* 1971), Schauspielerin
- Thorsten Petry (* 1976), Wirtschaftswissenschaftler
- Vanessa Heinisch (* 1979), Lautenistin und Gitarristin
- Nicole Langosch (* 1983), erste deutsche Kapitänin eines Kreuzfahrtschiffes
- Umut Sönmez (* 1983), politischer Beamter (SPD)
- Paul Pöpperl (* 2003), Fußballspieler

### Ehrenbürger
- 1860: Wilhelm Otto (1800–1871), Theologe und Politiker, MdL Nassau (Präsident der Deputiertenkammer), Mitglied des Vorparlaments, Direktor des Theologischen Seminars in Herborn
- Johann Heinrich Hoffmann (1830–1915), Gründer der Herborner Pumpenfabrik und des Stadtmuseums, Herausgeber der Neuen Zeitung[86]